# Zbigniew Albin
Zbigniew Albin (ur. 6 marca 1965) – polski kolarz szosowy, wicemistrz Polski w wyścigu szosowym ze startu wspólnego (1989).
Był zawodnikiem Startu Piotrków Trybunalski i Gwardii Łódź; jego największymi sukcesami w karierze było zwycięstwo w Małopolskim Wyścigu Górskim w 1985 i wicemistrzostwo Polski w indywidualnym wyścigu szosowym w 1989. W 1987 wygrał klasyfikację najaktywniejszych kolarzy w Wyścigu dookoła Polski.